# Heart of Midlothian Football Club 2010-2011
Questa voce raccoglie le informazioni riguardanti l'Heart of Midlothian Football Club nelle competizioni ufficiali della stagione 2010-2011.

## Stagione
- In Scottish Premier League gli Hearts si classificano al 3º posto (63 punti), dietro a Rangers e Celtic.
- In Scottish Cup sono eliminati al quarto turno dal St. Johnstone (0-1).
- In Scottish League Cup sono eliminati al terzo turno dal Falkirk (4-3).

## Maglie e sponsor
| Casa | Trasferta |

## Rosa
| N. |                        | Ruolo | Calciatore        |
| -- | ---------------------- | ----- | ----------------- |
| 1  | Ungheria (bandiera)    | P     | János Balogh      |
| 2  | Polonia (bandiera)     | D     | Dawid Kucharski   |
| 3  | Scozia (bandiera)      | D     | Lee Wallace       |
| 4  | Islanda (bandiera)     | D     | Eggert Jónsson    |
| 5  | Scozia (bandiera)      | A     | Darren Barr       |
| 6  | Spagna (bandiera)      | C     | Rubén Palazuelos  |
| 7  | Spagna (bandiera)      | C     | Suso Santana      |
| 8  | Scozia (bandiera)      | C     | Ian Black         |
| 9  | Scozia (bandiera)      | A     | Kevin Kyle        |
| 10 | Irlanda (bandiera)     | A     | Stephen Elliott   |
| 11 | Inghilterra (bandiera) | C     | Andrew Driver     |
| 12 | Scozia (bandiera)      | C     | David Templeton   |
| 13 | Uganda (bandiera)      | C     | David Obua        |
| 14 | Scozia (bandiera)      | A     | Calum Elliot      |
| 15 | Scozia (bandiera)      | D     | Andy Webster      |
| 16 | Scozia (bandiera)      | C     | Ryan Stevenson    |
| 17 | Australia (bandiera)   | C     | Ryan McGowan      |
| 18 | Lituania (bandiera)    | C     | Arvydas Novikovas |
| 19 | Rep. Ceca (bandiera)   | A     | Rudolf Skácel     |

| N. |                       | Ruolo | Calciatore                 |
| -- | --------------------- | ----- | -------------------------- |
| 20 | Scozia (bandiera)     | D     | Jason Thomson              |
| 21 | Algeria (bandiera)    | D     | Ismaël Bouzid              |
| 22 | Marocco (bandiera)    | C     | Mehdi Taouil               |
| 23 | Scozia (bandiera)     | A     | Gary Glenn                 |
| 24 | Scozia (bandiera)     | A     | Craig Thomson              |
| 25 | Slovacchia (bandiera) | P     | Marián Kello               |
| 26 | Lituania (bandiera)   | D     | Marius Žaliūkas (capitano) |
| 27 | Scozia (bandiera)     | A     | Scott Robinson             |
| 28 | Scozia (bandiera)     | P     | Mark Ridgers               |
| 30 | Scozia (bandiera)     | P     | Jamie MacDonald            |
| 31 | Polonia (bandiera)    | C     | Adrian Mrowiec             |
| 34 | Scozia (bandiera)     | A     | Jonathan Stewart           |
| 35 | Lituania (bandiera)   | C     | Evaldas Razulis            |
| 42 | Galles (bandiera)     | A     | Robert Ogleby              |
| 44 | Germania (bandiera)   | C     | Denis Prychynenko          |
| 47 | Scozia (bandiera)     | D     | Colin Hamilton             |
| 51 | Scozia (bandiera)     | C     | Jason Holt                 |
| 52 | Scozia (bandiera)     | A     | David Smith                |